# 2e cérémonie des Tony Awards
La 2e cérémonie des Tony Awards, présentée par l'American Theatre Wing, a eu lieu le 28 mars 1948 à l'hôtel Waldorf-Astoria, à New York. Les Antoinette Perry Awards for Excellence in Theatre, ou plus communément appelés Tony Awards, récompensent les réalisations dans des productions et des spectacles vivants de Broadway. Ils sont présentés par l'American Theatre Wing et The Broadway League lors d'une cérémonie annuelle à New York.

## Cérémonie
Les maîtres de cérémonie étaient Harry Hershfield, Bert Lytell et Hiram Sherman. L'événement a été diffusé à la radio par WOR (AM) et Mutual Network. Les artistes et les performances étaient: High Button Shoes (Nanette Fabray, Helen Gallagher et Donald Saddler), Make Mine Manhattan (Kyle MacDonnell et Joshua Shelley), Look Ma I'm Dancin '! (Virginia Gorski et Don Liberto), Forest Bonshire, Jack Carter, Stan Fisher, Lisa Kirk, Kathryn Lee, Jack McCauley, Lucy Monroe, Ferruccio Tagliavini, Pia Tassinari (du Metropolitan Opera) et Maggie Teyte (City Center Opera).
Le prix pour les femmes était un bracelet en or, avec un disque gravé les initiales de l'actrice et le nom du prix, et pour les hommes ont reçu un médaillon en or, avec inscriptions.

### Production
| Récompense                  | Gagnant(e)                                                                  |
| --------------------------- | --------------------------------------------------------------------------- |
| Best Play                   | Mister Roberts de Thomas Heggen et Joshua Logan – Producteur Leland Hayward |
| Outstanding Foreign Company | La troupe de The Importance of Being Earnest                                |

### Performance
| Récompense           | Gagnant(e)                                                                                                |
| -------------------- | --- |
| Actor in Play        | Henry Fonda (Mister Roberts) Paul Kelly (Command Decision) Basil Rathbone (The Heiress)                   |
| Actress in a Play    | Judith Anderson (Medea) Katharine Cornell (Antony and Cleopatra) Jessica Tandy (A Streetcar Named Desire) |
| Actor in a Musical   | Paul Hartman (Angel in the Wings)                                                                         |
| Actress in a Musical | Grace Hartman (Angel in the Wings)                                                                        |
| Newcomer (en)        | June Lockhart (For Love or Money) James Whitmore (Command Decision)                                       |

### Artisans
| Récompense                           | Gagnant(e)                           |
| ------------------------------------ | ------------------------------------ |
| Best Director                        | Joshua Logan (Mister Roberts)        |
| Choreographer                        | Jerome Robbins (High Button Shoes)   |
| Scenic Designer                      | Horace Armistead (The Medium)        |
| Costume Designer                     | Mary Percy Schenck (The Heiress)     |
| Conductor and Musical Director       | Milton Rosenstock (Finian's Rainbow) |
| Tony Award for Best Stage Technician | George Gebhardt                      |